# Iraan
Iraan és una població dels Estats Units a l'estat de Texas. Segons el cens del 2000 tenia 1.238 habitants.

## Demografia
Segons el cens del 2000, Iraan tenia 1.238 habitants, 427 habitatges, i 335 famílies. La densitat de població era de 869,1 habitants/km².
Dels 427 habitatges en un 45,7% hi vivien nens de menys de 18 anys, en un 70,3% hi vivien parelles casades, en un 4,2% dones solteres, i en un 21,5% no eren unitats familiars. En el 20,1% dels habitatges hi vivien persones soles el 7,7% de les quals corresponia a persones de 65 anys o més que vivien soles. El nombre mitjà de persones vivint en cada habitatge era de 2,9 i el nombre mitjà de persones que vivien en cada família era de 3,37.
Per edats la població es repartia de la següent manera: un 32,5% tenia menys de 18 anys, un 6,9% entre 18 i 24, un 30,3% entre 25 i 44, un 20,4% de 45 a 60 i un 9,9% 65 anys o més.
L'edat mediana era de 33 anys. Per cada 100 dones de 18 o més anys hi havia 101 homes.
La renda mediana per habitatge era de 44.583 $ i la renda mediana per família de 48.207 $. Els homes tenien una renda mediana de 40.345 $ mentre que les dones 22.396 $. La renda per capita de la població era de 15.589 $. Aproximadament el 5% de les famílies i el 7,2% de la població estaven per davall del llindar de pobresa.

## Poblacions més properes
El següent diagrama mostra les poblacions més properes.